# Sojuz TMA-09M
Sojuz TMA-09M (ryska: Союз ТMA-09M) var en flygning i det ryska rymdprogrammet. Flygningen transporterade Fjodor Jurtjichin, Karen L. Nyberg och Luca Parmitano till och från Internationella rymdstationen ISS.
Farkosten sköts upp från Kosmodromen i Bajkonur 28 maj 2013 med en Sojuz-FG-raket. Farkosten dockade med rymdstationen den 29 maj 2013. 
Den 10 november 2013 lämnade man ISS. Några timmar senare återinträdde den i jordens atmosfär och landade i Kazakstan.
I och med att farkosten lämnade rymdstationen var Expedition 37 avslutad.